# Magdeburger Originale

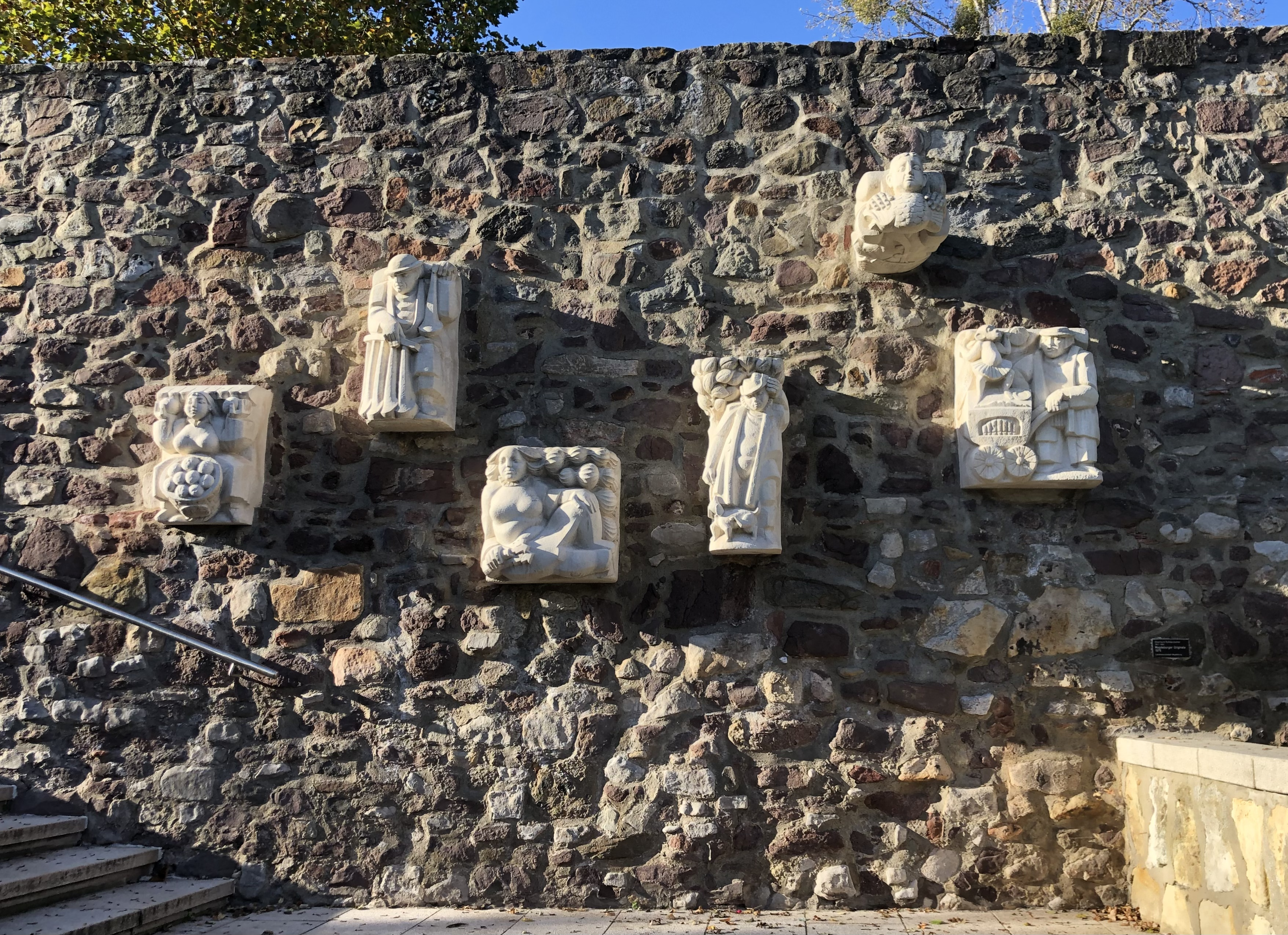
Magdeburger Originale, 2022

Die Magdeburger Originale sind eine Skulpturengruppe in Magdeburg in Sachsen-Anhalt, die historische Originale der Stadt darstellen.

## Lage
Die Skulpturen befinden sich in einem Stück der elbseitigen Stadtmauer Magdeburgs, westlich am Knochenhauerufer, etwas südlich der Magdalenenkapelle in der Magdeburger Altstadt. Direkt vor den Skulpturen führt eine Treppe vom Knochenhauerufer nach oben zur Stephansbrücke und der Fußgängerbrücke zum Petriförder.

## Gestaltung und Geschichte

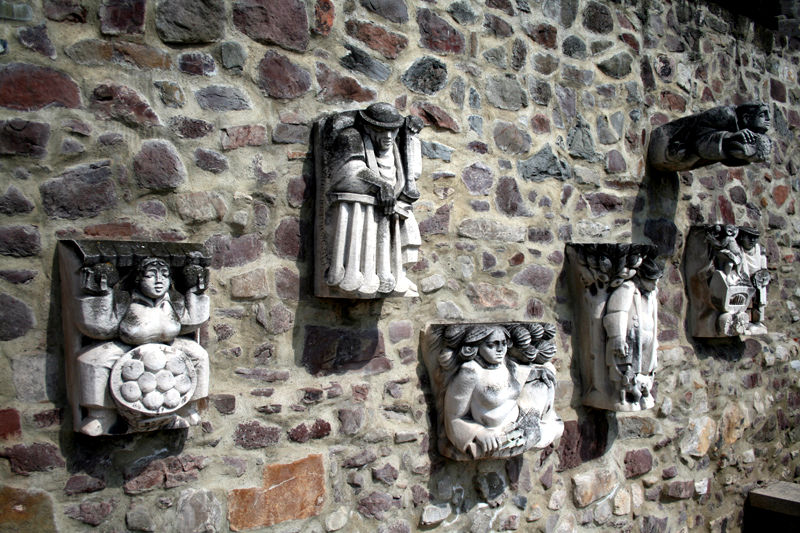
Ungereinigter Zustand im Jahr 2007

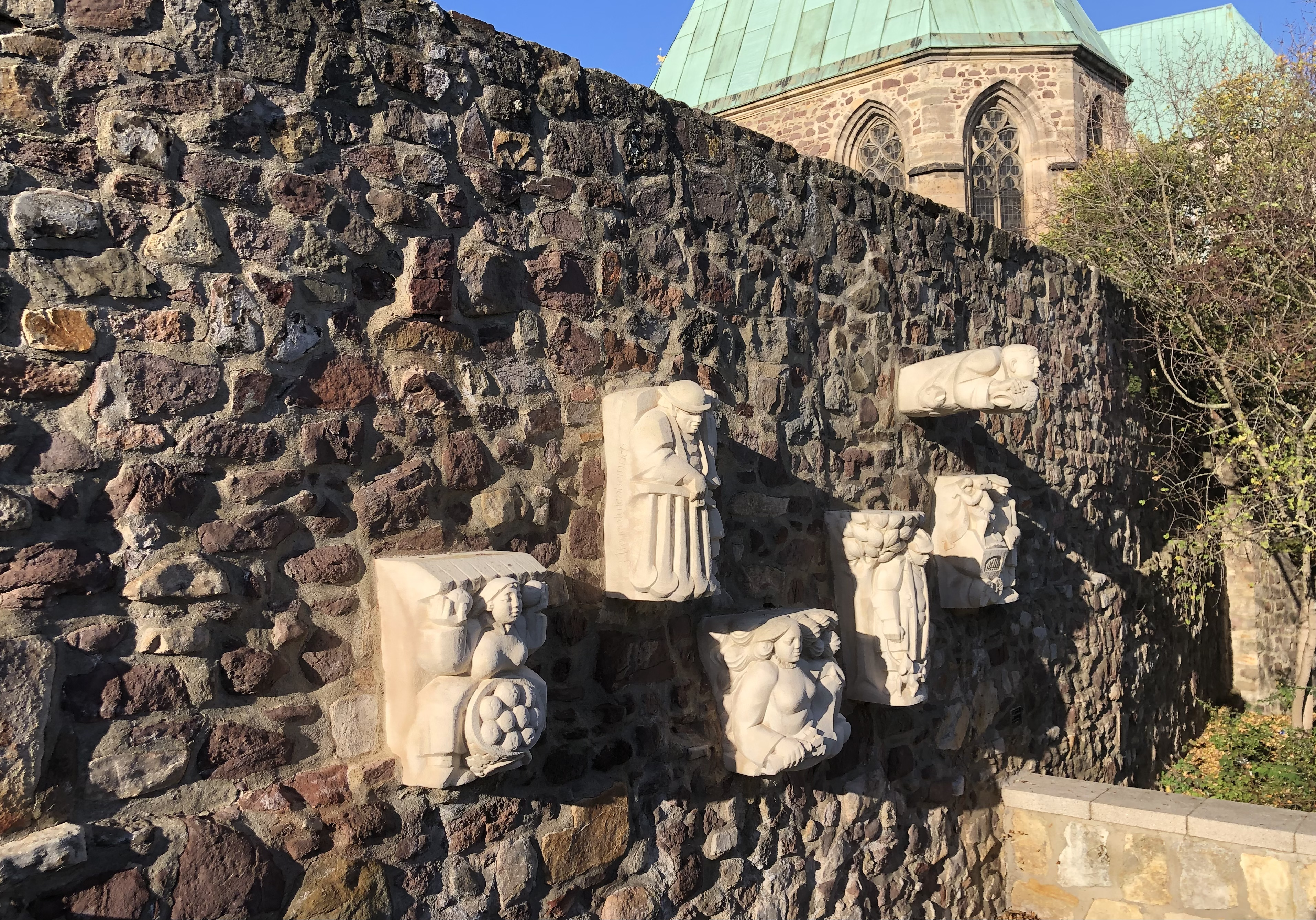
Blick von Süden von der Treppe, 2022

Die insgesamt sechs Skulpturen wurden 1976 von Eberhard Roßdeutscher aus Kalkstein geschaffen. Sie sind versetzt zueinander, unregelmäßig an der nach Osten weisenden Stadtmauer angebracht. 2014 bestanden an den Skulpturen witterungsbedingte Schäden wie Verschmutzungen, Flechtenbildungen und Risse. Es wurde zu Spenden aufgerufen, um für 3000 Euro eine Sanierung durchzuführen. In der Folgezeit wurde eine Sanierung durchgeführt.
Die Skulpturen stellen sechs Personen dar, die Ende des 19. bzw. Anfang des 20. Jahrhunderts in Magdeburg gelebt haben sollen und als regionale Originale bekannt wurden. Ihre Identitäten sollen jedoch nur mündlich überliefert sein, so dass archivalische Nachweise fehlen oder zumindest nur lückenhaft vorliegen.
Bei den sechs Personen handelt es sich von links nach rechts um:
- Blutappelsine

Sie war Marktfrau und soll sich sehr gerne unterhalten haben. Ihren Spitznamen (hochdeutsch: Blutapfelsine) hatte sie nach ihren sehr roten Wangen, die sie wohl vom Stehen auf dem Markt bei jedem Wetter gehabt haben soll. Sie erinnerte so und wohl auch von ihrer eher runden Figur her, an die von ihr auf dem Fischmarkt verkauften Apfelsinen.
- Fliejentutenheinrich

Er verkaufte für einige Pfennige von ihm gedrehte und mit Leim bestrichene Tüten, die als Fliegenfänger dienten.
- Feuerkäwer

Sie war eine Frau mit langen roten lockigen Haaren und trug ein zerschlissenes Schleppenkleid. In einer Tasche ihres Unterrocks trug sie immer eine Flasche mit Alkohol bei sich.
- Lusebenecke

Mit bürgerlichem Namen hieß Lusenbenecke Julius Benecke. Er soll stark unter Läusen gelitten und sich daher fortwährend gekratzt haben. Gleiches galt wohl für seinen ihn begleitenden Hund. Er soll gebettelt haben und, wenn ihm Leute Geld gaben, vor Freude eher unbeholfen getanzt haben. Auch er setzte verdientes Geld gerne in Alkohol um.
- Schlackaffe

Er galt als Landstreicher. Typisch für ihn soll gewesen sein, dass er Fische fing und sie in den mit Wachstuch ausgekleideten Taschen seines Jacketts in die Stadt brachte und verkaufte. Zum Teil half er auch den Hafenarbeitern und erhielt als Belohnung Fische. Das so erwirtschaftete Geld soll er vor allem für Alkohol ausgegeben haben. Von ihm wird auch berichtet, dass er seltene Käfer und Schmetterlinge sammelte.
- Affenvater

Er war ständig mit einer Drehorgel und einem Affen unterwegs, der auf dem Kasten tanzte und so Spenden für seinen Herren sammelte.